# Koshantschikovius neohaematiticus
Koshantschikovius neohaematiticus är en skalbaggsart som beskrevs av Bengt-Olof Landin 1967. Koshantschikovius neohaematiticus ingår i släktet Koshantschikovius och familjen Aphodiidae. Inga underarter finns listade i Catalogue of Life.